# Ragnar Granit
Ragnar Arthur Granit, född 30 oktober 1900 i Riihimäki, Finland (familjen var ursprungligen från Korpo), död 12 mars 1991 i Engelbrekts församling, Stockholm, var en finlandssvensk fysiolog och med.o.kir.dr. (1927). Granit hör till de mest kända medicinforskarna i Finland genom tiderna och var en av de internationellt sett främsta utforskarna av nervsystemet och sinnena under 1900-talet. Granit erhöll Nobelpriset i fysiologi eller medicin 1967 för sin forskning i synsinnet. Han var far till Michael Granit.

## Biografi
Granit blev 1929 docent i fysiologi vid Helsingfors universitet och var 1937–1940 ordinarie professor. Han kallades sistnämnda år till Karolinska institutet i Solna, där han 1946–1967 var professor i neurofysiologi. Granit var en världens ledande forskare inom nerv- och sinnesfysiologin och utförde bland annat grundläggande undersökningar av färgseendet, för vilka han 1967 tilldelades Nobelpriset i fysiologi eller medicin tillsammans med amerikanarna Haldan Keffer Hartline och George Wald. 

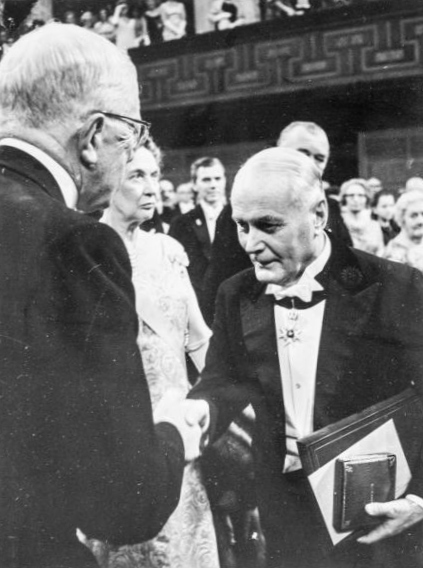
Ragnar Granit tilldelades Nobelpriset i fysiologi och medicin år 1967

Ett annat tema i Granits forskning var den centralnervösa kontrollen av muskelkontraktionen. Han presenterade sina rön i ett stort antal skrifter, bland annat Sensory mechanisms of the retina (1947) och Receptors and sensory perception (1955). Av Granits övriga verk kan nämnas Ung mans väg till Minerva (1941, rev. upplaga 1958), Finlandssvenskarna (1944) och memoarverket Hur det kom sig (1983).
Granit kallades år 1937 till ledamot av Finska Vetenskaps-Societeten och invaldes 1944 som svensk ledamot nummer 912 av Kungliga Vetenskapsakademien. Han var styrelseledamot i Samfundet Nordens Frihet 1942–1945. Han erhöll svenskt medborgarskap i mars 1941 och var församlingsmedlem i Finska församlingen i Stockholm. Han och hans hustru friherrinnan Marguerite Granit (1902–1991) är gravsatta i Korpo.
Granit, som själv kallade sig ”både rikssvensk och finlandssvensk patriot”, var fast förankrad i Finland. Ett tecken på det är att han i uppslagsböcker och matriklar uppgav ”Stockholm och Korpo” som hemort. Trots att han bodde i Sverige i decennier bevarade han sitt finlandssvenska uttal. 

## Verk

### Skrivit
- Farbentransformation und Farbenkontrast: Experimentelle Beiträge zur Theorie der Transformation (1926)
- Die Elektrophysiologie der Netzhaut und des Sehnerven, mit besonderer Berücksichtigung der theoretischen Begründung der Flimmermethode (1936)
- Ung mans väg till Minerva (1941)
- Sensory mechanism of the retina with appendix on electroretinography (1947)
- Receptors and sensory perception: A discussion of aims, means, and results of electrophysiological research into the process of reception (1955)
- Charles Scott Sherrington: An appraisal (1966)
- The basis of motor control: Integrating the activity of muscles, alpha and gamma motoneurons and their leading control systems (1970)
- The purposive brain (1979)
- Hur det kom sig: Forskarminnen och motiveringar (1983)

### Redigerat
- Finlandssvenskarna: En antologi (1944)
- Utur stubbotan rot: Essäer till 200-årsminnet av Carl von Linnés död (1978)